# Harrison R. Kincaid

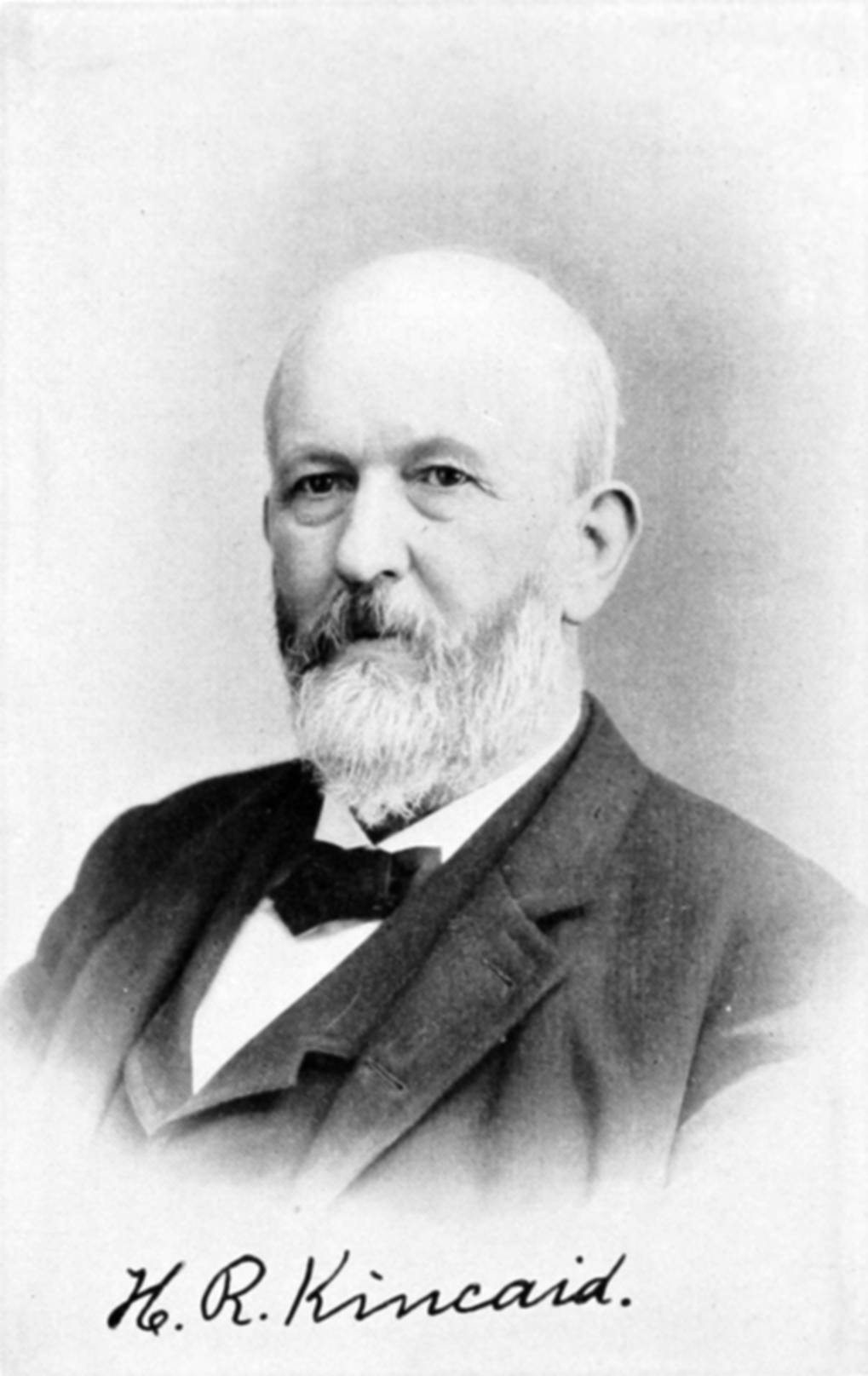
Harrison Rittenhouse Kincaid (1836–1920), US-amerikanischer Politiker

Harrison Rittenhouse Kincaid (* 3. Januar 1836 im Fall Creek Township, Madison County, Indiana; † 7. Oktober 1920 in Eugene, Oregon) war ein US-amerikanischer Journalist, Verleger und Politiker (Republikanische Partei).

## Privatleben
Die Kindheit von Harrison Rittenhouse Kincaid war von der Wirtschaftskrise von 1837 überschattet und die Folgejahre vom Mexikanisch-Amerikanischen Krieg. In dieser Zeit besuchte er die Bezirksschulen. Daneben arbeitete er bis zu seinem 17. Lebensjahr auf der Farm. 1853 entschieden die Eltern nach Oregon zu ziehen. Kincaid lenkte dann beim Umzug von Indiana nach Oregon ein Ochsengespann. Die Reise verlief zum Teil durch unberührte Natur. Zu dieser Zeit gab es noch kein Haus, wo die Stadt Omaha (Nebraska) heute steht oder eine Siedlung entlang der westlichen Wanderroute vom Missouri River nach Oregon City. Die Familie ließ sich in Eugene (Oregon) nieder. In den Folgejahren arbeitete Kincaid in den Bergwerken im südlichen Oregon und in den Bergwerken sowie auf den Ranchen im Sierra Nevada und dem Sacramento Valley. Kincaid kehrte schließlich nach Eugene zurück. Er besuchte dann dort das Columbia College, wo er zwei Jahre lang studierte. Zu seinen Kommilitonen zählten der Schriftsteller Joaquin Miller, der Richter J.F. Watson, der Landvermesser W.H. Byars und andere Prominente.
Nach seinem Abschluss begann er für die People's Press in Eugene zu arbeiten, damals die führende republikanische Zeitung im Staat. In der Folgezeit schrieb er die meisten Leitartikel vor der Wahl von Abraham Lincoln und Hannibal Hamlin während ihres Wahlkampfs. Während des Bürgerkrieges gab er dann im März 1864 das erste Heft des Oregon State Journal in Eugene heraus.
Von 1858 bis 1879 war er Clerk im US-Senat. Daneben gab er eine Wochenzeitung heraus und verfasste die meisten Leitartikel. Außerdem war er als Washington-Korrespondent für den Oregonian, den Portland Bulletin und andere Stadtzeitungen tätig. 1877 trat er für die Re-Monetarisierung von Silber in seinen Leitartikeln ein, zu einer Zeit, wo keine andere Zeitung im Staat seiner Auffassung teilte.
Er heiratete 1873 Augusta Alberta „Gussie“ Lockwood (1852–1920), Tochter von Diana und Stephen Lockwood aus Macomb County (Michigan). Das Paar hatte mindestens einen Sohn namens Webster L. Kincaid (1883–1944).
1898 wurde Kincaid zum Regent an der University of Oregon ernannt.
Er verstarb 1920 im Haus seines Sohnes an der 990 Wasco Street in Eugene und wurde dann auf dem Eugene Pioneer Cemetery beigesetzt.

## Politische Laufbahn
Kincaid nahm 1868 als einer von sechs Delegierten von Oregon an der Republican National Convention in Chicago (Illinois) teil. Dabei wurden Ulysses S. Grant und Schuyler Colfax nominiert, welche beide bei der folgenden Präsidentschaftswahl im Jahr 1868 den Sieg davontrugen. Kincaid nahm dann 1872 als einer der Delegierten von Oregon an der Republican National Convention in Philadelphia (Pennsylvania) teil. Dabei wurde Ulysses S. Grant erneut für den Posten als Präsident nominiert und Henry Wilson für den Posten als Vizepräsident. Bei der folgenden Präsidentschaftswahl im Jahr 1872 errangen sie einen Sieg. 1870 war er der republikanische Kandidat für den Posten als State Printer. Obwohl alle Republikaner besiegt wurden, erhielt er mehr Stimmen als jeder andere seiner Parteigenossen auf dem Stimmzettel.
Im April 1894 wurde er einstimmig von den Delegierten vom Lane County für den Posten als Secretary of State von Oregon nominiert. Die Republican State Convention fand im selben Jahr im Portland (Oregon) statt. Eine große Mehrheit der Delegierten unterstützte dort seine Nominierung. Bei den folgenden Wahlen im Juni 1894 errang er einen Sieg. Er bekleidete den Posten eine einzige Amtszeit vom 14. Januar 1895 bis zum 9. Januar 1899.